# Spoorlijn Rosheim - Saint-Nabor
De spoorlijn Rosheim - Saint-Nabor was een spoorlijn van Rosheim naar Saint-Nabor in het Franse departement Bas-Rhin. De lijn was 11,7 km lang.

## Geschiedenis
De lijn werd geopend door Vering & Waechter op 20 juli 1902. De spoorlijn werd primair aangelegd voor goederenvervoer naar de groeve van Ottrott-Saint-Nabor, maar voorzag daarnaast ook personenvervoer tot 1954.
Vanaf 1969 reed er een toeristische trein in de zomermaanden, deze werd verzorgd door de groeve van Ottrott-Saint-Nabor. Door financiële problemen van de mijn werd deze opgeheven in 1987. Na het sluiten van de mijn in 2002 was de lijn ongebruikt en werd deze in 2018 opgebroken. 

## Aansluitingen
In de volgende plaats was er een aansluiting op de volgende spoorlijn:
Rosheim
RFN 111 000, spoorlijn tussen Sélestat en Saverne

## Galerij

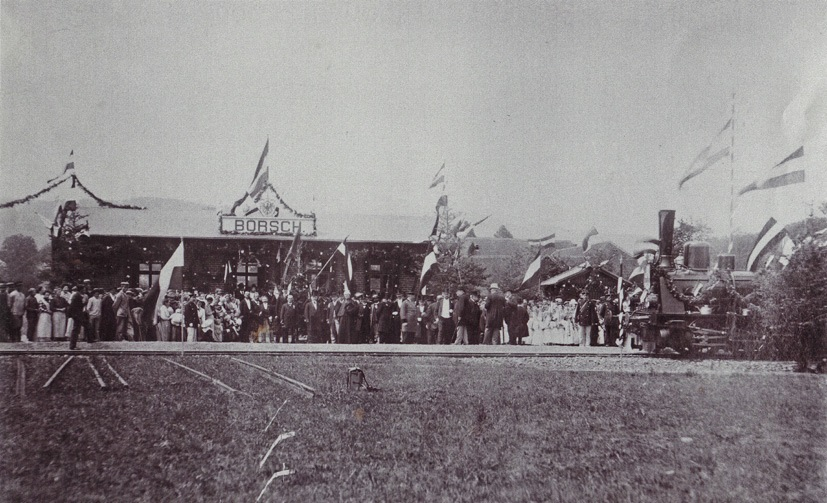
Station Börsch bij de opening in 1902.
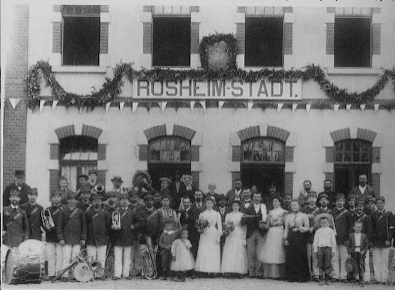
Station Rosheim Stadt bij de opening in 1902.
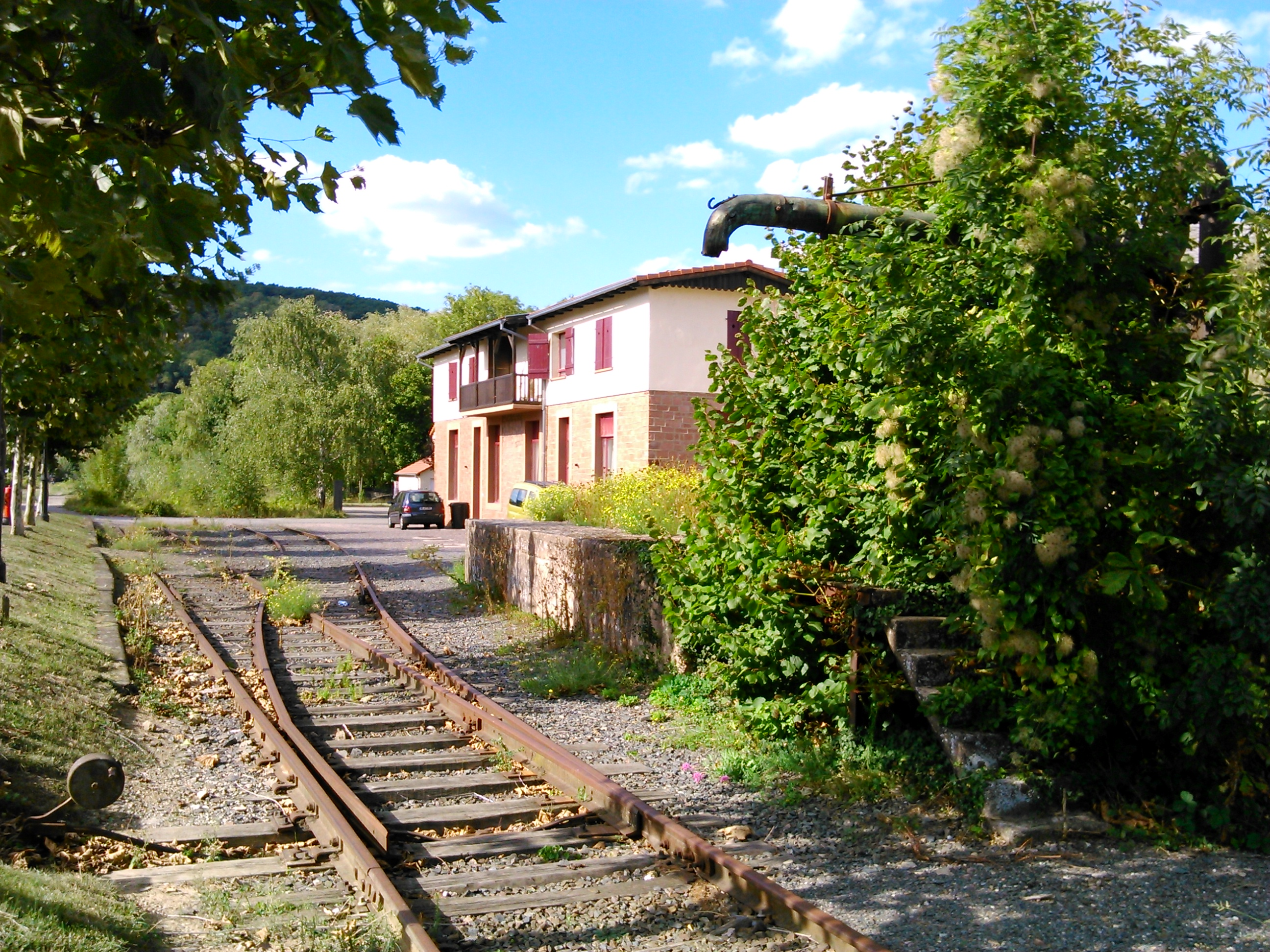
Depot van Ottrott in 2015.
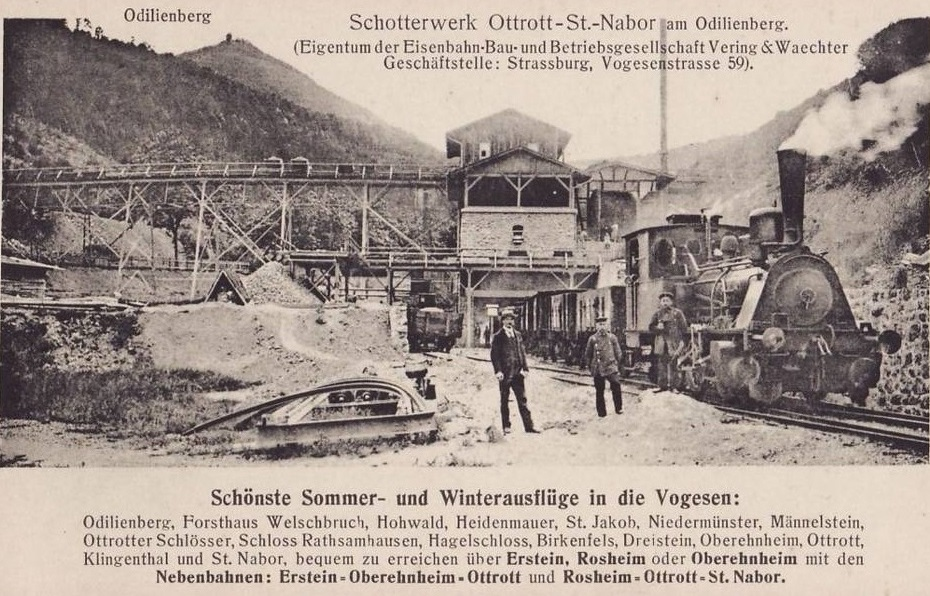
Goederentrein bij Odilienberg